# Zoo TV: Live from Sydney
Zoo TV: Live from Sydney é um álbum de video da banda de rock irlandesa U2 da "Zoomerang", uma extensão da Zoo TV Tour. Gravado num sábado, 27 de Novembro de 1993 no Sydney Football Stadium em Sydney, na Austrália, foi liberado em Maio de 1994 em VHS e Laserdisc, e lançado em Setembro de 2006 em DVD. O DVD ganhou o Grammy Award em 1994. 
O show também foi transmitido ao vivo pelo mundo através do pay-per-view.
Em 2006, o show foi lançado como álbum ao vivo intitulado Zoo TV Live no site oficial da banda U2.com.

## Faixas
1. Show de Abertura
2. "Zoo Station"
3. "The Fly"
4. "Even Better Than The Real Thing"
5. "Mysterious Ways"
6. "One"
7. "Unchained Melody"
8. "Until the End of the World"
9. "New Year's Day"
10. "Numb"
11. "Angel of Harlem"
12. "Stay (Faraway, So Close!)"
13. "Satellite of Love"
14. "Dirty Day"
15. "Bullet the Blue Sky"
16. "Running to Stand Still"
17. "Where the Streets Have No Name"
18. "Pride (In the Name of Love)"
19. "Daddy's Gonna Pay For Your Crashed Car"
20. "Lemon"
21. "With or Without You"
22. "Love Is Blindness"
23. "Can't Help Falling in Love"

## Bônus
- Faixas Bônus:
  - "Tryin' to Throw Your Arms Around the World" e "Desire" — ao vivo do Zoo TV Special, Yankee Stadium, Nova Iorque, 29 e 30 de agosto de 1992
  - "The Fly" e "Even Better than the Real Thing" — ao vivo do Concerto "Stop Sellafield", G-Mex Centre, Manchester, 19 de junho de 1992
- Documentários:
  - A Fistful of ZooTV
  - ZooTV – The Inside Story
  - Trabantland
- Extras:
  - Video Confessional
  - "Numb" karaoke video remix
  - DVD-ROM
  - Easter eggs

## Certificações
| País                       | Certificação | Vendas   |
| -------------------------- | ------------ | -------- |
| Austrália (ARIA)           | 2× Platina   | 30.000+  |
| Brasil (Pro-Música Brasil) | Platina      | 50.000+  |
| Estados Unidos (RIAA)      | Platina      | 100.000+ |
| México (AMPROFON)          | Ouro         | 10.000+  |
| Reino Unido (BPI)          | Platina      | 50.000+  |